# Shinichi Suzuki
Shin'ichi Suzuki (Japans: 鈴木 鎮一, Suzuki Shin-ichi) (Nagoya, 17 oktober 1898 – Matsumoto, 26 januari 1998) was een Japanse violist en vioolleraar, vooral bekend geworden om zijn Suzukimethode voor vioolles aan (zeer) jonge kinderen.
Suzuki werd geboren in Nagoya, Japan waar zijn vader, Masakichi Suzuki, eigenaar was van de eerste fabriek voor vioolbouw in Japan. Suzuki hoorde op 17-jarige leeftijd een bandopname van het Ave Maria van Schubert, uitgevoerd door de violist Mischa Elman, en was meteen verkocht. Hij nam een viool mee uit de fabriek van zijn vader en leerde zichzelf vioolspelen. Later kreeg hij vioolles in Tokio, en van 1921 tot 1928 studeerde hij viool bij Karl Klinger aan de Hochschule der Künste Berlin van Berlijn, waar hij bevriend raakte met onder andere Albert Einstein. In 1930 werd hij, terug in Japan, directeur van de Teikoku Music School, en tevens dirigent van het Tokyo String Orchestra.
Na de Tweede Wereldoorlog beëindigde hij zijn podiumloopbaan om zich aan het geven van les aan (zeer) jonge kinderen te wijden. In deze tijd ontwikkelde hij de Suzukimethode (moedertaalmethode) voor viool. Als vioolpedagoog kreeg hij veel erkenning in de vorm van eretitels, prijzen en 8 eredoctoraten.
Suzuki stierf in zijn huis in Matsumoto, bijna 100 jaar oud.